# Castela tortuosa
Castela tortuosa es una especie de arbusto de la familia  Simaroubaceae; es originaria de Norteamérica. 

## Propiedades
En México se usa contra la Salmonella typhimurium.
El chaparro amargo es de las plantas más utilizadas como antidiarreico, amebicida y contra parásitos intestinales, hay estudios que demuestran su actividad insecticida contra algunos lepidópteros.

## Taxonomía
Castela tortuosa fue descrita por Frederick Michael Liebmann y publicado en Videnskabelige Meddelelser fra Dansk Naturhistorisk Forening i Kjøbenhavn 1853(3–4): 108–110, en el año 1854.
Etimología
Castela: nombre genérico otorgado en honor del naturalista francés René Richard Louis Castel.
tortuosa: epíteto latino que significa "retorcido".
Sinonimia
- Castela erecta subsp. texana (Torr. & A.Gray) Cronquist
- Castela nicholsonii var. texana Torr. & A.Gray
- Castela salubris F.Boas
- Castela salubris var. endlichiana F.Boas
- Castela texana (Torr. & A.Gray) Rose
- Castelaria texana (Torr. & A.Gray) Small
- Castelaria tortuosa (Liebm.) Small[5]